# Polygala jamaicensis
Polygala jamaicensis är en jungfrulinsväxtart som beskrevs av Chod.. Polygala jamaicensis ingår i släktet jungfrulinssläktet, och familjen jungfrulinsväxter. Inga underarter finns listade i Catalogue of Life.